# María de la Concepción Belvís de Moncada y Pizarro (obraz Agustína Esteve)
María de la Concepción Belvís de Moncada y Pizarro – obraz olejny hiszpańskiego malarza Augustína Esteve. Portret przedstawiający arystokratkę Maríę de la Concepción Belvís de Moncada y Pizarro znajduje się w prywatnej kolekcji.
María de la Concepción Belvis de Moncada y Pizarro, VIII markiza de Ariza (1760–1799) była hiszpańską arystokratką. Agustín Esteve namalował kilka obrazów dla jej rodziny, m.in. Portret Valentína Bellvísa de Moncada y Pizarro, brata Marii de la Concepción. Całopostaciowy portret markizy autorstwa Esteve powstał w 1796 roku, a w tym samym roku Mariano Salvador Maella namalował ją siedzącą w półpostaci. Markiza ma na sobie białą suknię z czerwoną przepaską i liczną biżuterię: kolczyki, naszyjnik z pereł, pierścionki i łańcuszki przy talii. Dekolt przykrywa biały szal. Na głowie nosi perukę i ozdobę w postaci czerwonej kokardy i strusiego pióra. Jest przepasana biało-fioletową wstęgą damy Orderu Królowej Marii Luizy.
W dolnej części obrazu widnieje podpis malarza i data 1796 oraz długa inskrypcja informująca o nazwisku i głównych danych biograficznych portretowanej.